# خلفية احتلال دول البلطيق
تغطّي خلفية احتلال دول البلطيق الفترة التي سبقت الاحتلال السوفيتي الأول لدول البلطيق في 14 يونيو 1940، والتي امتدت منذ الاستقلال في عام 1918 حتى الإنذارات السوفيتية في 1939-1940. حصلت دول البلطيق على استقلالها خلال الثورتان الروسيتان عام 1917 وبعدها، إذ سمحت لهم حكومة لينين بالانفصال، وتمكنوا من توقيع معاهدات عدم اعتداء في عشرينيات وثلاثينيات القرن العشرين. على الرغم من هذه المعاهدات، دُمجت دول البلطيق بالقوة في الاتحاد السوفيتي في عام 1940 إبان الاتفاق الألماني السوفيتي لعام 1939.

## عملية الاستقلال

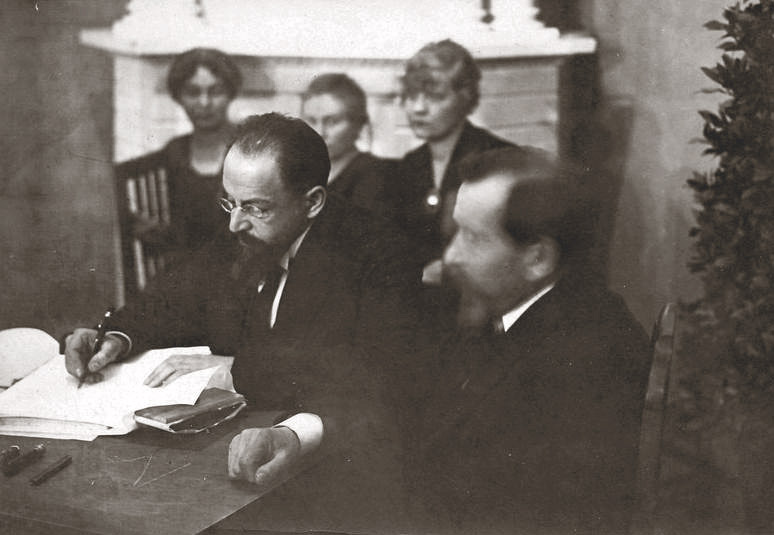
التوقيع على معاهدة تارتو

ضمّت الإمبراطورية الروسية مناطق البلطيق باعتبارها دوقيات مستقلة على رأسها نبلاء ألمان بطالقة عبر معاهدتي نيستاد عام 1721 وكورلاند عام 1795. شهد عام 1914 اندلاع الحرب العالمية الأولى، واحتلت الجيوش الألمانية ليتوانيا وكورلاند ودمجتهما ضمن أوبر أوست بحلول عام 1915. تزامن انهيار الإمبراطورية الروسية مع ظهور حركات الاستقلال في العديد من المناطق. حاول القادة السياسيون في بحر البلطيق إنشاء الدول المستقلة في إستونيا ولاتفيا وليتوانيا بعد ثورة أكتوبر عام 1917 في روسيا. على أي حال، استمرت السيطرة الألمانية في جميع أنحاء المنطقة حتى أوائل عام 1918. في وقت لاحق من العام نفسه، أُقحمت المنطقة في الحرب الأهلية الروسية وأُصدرت إعلانات الاستقلال في كل من ليتوانيا في 16 فبراير، وإستونيا في 24 فبراير ولاتفيا في 18 نوفمبر 1918.
حاول البلاشفة بين عامي 1918 و1920 تأسيس جمهوريات سوفيتية في منطقة البلطيق. غزا الجيش الأحمر مدينة نارفا في شهر نوفمبر من عام 1918، وأعلن تأسيس كميونة الطبقة العاملة في إستونيا، لكنها استمرت ستة أسابيع فقط في عملها. سيطر الشيوعيون اللاتفيون في ديسمبر على ريغا وأعلنوا تأسيس جمهورية لاتفيا السوفيتية الاشتراكية. انتهت السيطرة الشيوعية في مايو 1919 عندما استولت كل من القوات الألمانية واللاتفية وقوات الجيش الأبيض على المدينة.
بحلول عام 1920، انسحبت القوات الألمانية ووصلت الحرب الأهلية الروسية إلى خواتيمها. ونتيجة لذلك، وقعت دول البلطيق معاهدات سلام مع روسيا السوفيتية، إذ وقعت إستونيا معاهدة تارتو في 2 فبراير، ووقعت ليتوانيا معاهدة السلام السوفيتية-الليتوانية في 12 يوليو، ووقعت لاتفيا معاهدة السلام اللاتفية-السوفيتية في 15 أغسطس 1920. في عام 1920، تبنّت دول البلطيق الثلاث دساتير تضمنت الاقتراع العام، ونظامًا برلمانيًا متعدد الأحزاب مع رئيس للدولة. على أي حال، مُنع الشيوعيون من المشاركة السياسية.

## الدبلوماسية في عشرينيات وأوائل ثلاثينات القرن العشرين

### سعي دول البلطيق إلى الحصول على ضمانات أمنية
لم يتمكن البلاشفة من منع استقلال دول البلطيق، لكن تحتّم إقناع الغرب بقبول استقلالها. حصلت ليتوانيا بحلول عام 1921 على اعتراف دولي بحكم القانون، وشهد العام التالي تحقيق إستونيا ولاتفيا الأمر ذاته. انضمت الدول الثلاث إلى عصبة الأمم في عام 1921. شرعت دول البلطيق ببناء نظام تحالف إقليمي مع جيرانها في الدول الاسكندنافية وأوروبا الشرقية. بالاتجاه جنوبًا، أُعيد تشكيل بولندا عبر توحيد مناطق من ألمانيا وروسيا. علاوةً على ذلك، تعاونت ليتوانيا مع البلاشفة في صيف 1920 بهدف الاستيلاء على فيلنيوس، ما أضعف علاقات الليتوانيين مع جيرانهم. وفي الشمال، خضعت فنلندا أيضًا للسيطرة الروسية منذ عام 1809 حتى استقلالها في عام 1918، لكن وجّه الفنلنديون أنظارهم نحو الدول الاسكندنافية بدلًا من دول البلطيق. في الغرب، اتبعت السويد سياسة الحياد، لكن لعبت دورًا إقليميًا أكبر خلال العشرينات.
عملت دول البلطيق على تحسين أمنها بين عامي 1917 و1934، وحاولت دون جدوى بناء تكتل إقليمي يمتد من الدول الاسكندنافية إلى رومانيا. أبرم الإستونيون واللاتفيون اتفاقية عسكرية في عام 1923، وانضمت إليها ليتوانيا في عام 1934. علاوةً على ذلك، نفّذ الإستونيون واللاتفيون مناورة عسكرية مشتركة في عام 1931، لكن بقيت الوحيدة من نوعها بين البلدين مع تحوّل التعاون إلى حبر على ورق بعدها. على أي حال، أجرى الفنلنديون والإستونيون تدريبات عسكرية سرية في أوائل ثلاثينيات القرن العشرين، بهدف إعادة بناء البطاريات البحرية القيصرية. أخيرًا في عام 1934، توصلت دول البلطيق الثلاث إلى اتفاقية الوفاق البلطيقي.
لم تتجاهل دول البلطيق الخيار البولندي على الرغم من قضية فيلنيوس. وُقّع اتفاق وارسو في مارس 1922 من قبل فنلندا وبولندا وإستونيا ولاتفيا، لكن فشل البرلمان الفنلندي في إقراره.